# Zeche Papenbank
Die Zeche Papenbank ist ein ehemaliges Steinkohlenbergwerk im Bochumer Stadtteil Linden im Weitmarer Holz. Das Bergwerk war über 70 Jahre in Betrieb. Das Bergwerk befand sich 230 Meter nördlich der Zeche Nöckerbank, in der Nähe der Sternwarte Bochum.

## Bergwerksgeschichte

### Die Anfänge
Am 2. Januar des Jahres 1751 wurde ein Antrag auf Verleihung eines Grubenfeldes eingereicht. Die Verleihungsurkunde ist vermutlich bereits nach der Verleihung verloren gegangen. In den Jahren 1754 und 1755 lag das Bergwerk wegen Absatzmangels in Fristen. Am 14. Juni des Jahres 1755 wurde von den Gewerken ein erneuter Antrag eingereicht. Am 16. Januar desselben Jahres wurde ein Längenfeld verliehen. Das Feld lag in einem Siepen im Papenloh in der Nähe des Lindener Ostholzes und hatte eine Länge von 510 Metern. Von 1758 bis 1763 war das Bergwerk nachweislich in Betrieb und warf Ausbeute ab. In den Jahren 1764 bis 1768 war das Bergwerk in Betrieb, ob es zu dieser Zeit noch Ausbeute abwarf, ist nicht bekannt. Am 1. August des Jahres 1770 wurde die Verleihung erweitert. Nun erhielt der Besitzer F. Müser weitere 526 Meter zu seinem Feld hinzu. Durch diese Erweiterung hatte das Grubenfeld nun eine Länge von 1036 Meter. Dadurch ragte das Feld nun über die Blankensteiner Straße hinaus und reichte bis an die westliche Markscheide der Zeche Haarmannsbank. Im darauffolgenden Jahr wurde eine Vermessung durchgeführt. Im Jahr 1772 sollte das Bergwerk durch den St. Georgen-Erbstollen gelöst werden.

### Der weitere Betrieb
Im Jahr 1784 war das Bergwerk in Betrieb, es war ein tonnlägiger Förderschacht mit einer Teufe von 22 Lachtern vorhanden. Der Schacht war mit Fahrten für die Fahrung versehen. Des Weiteren waren drei Örter in östlicher Richtung aufgefahren. Die Grundstrecke war zu diesem Zeitpunkt 20 Lachter vom Schacht entfernt. Die drei Strecken waren wechselweise in Betrieb. Es war noch eine Bauhöhe von rund 35 Metern vorhanden. Es wurde in einem Flöz gebaut, das durch einen Bergepacken in zwei Bänke aufgeteilt wurde. Die untere Bank hatte eine Mächtigkeit von drei Fuß, die obere Bank war 2 Fuß mächtig. Die untere Bank wurde über einen Stollen aus westlicher Richtung in Verhieb genommen.
Am 2. Juni des Jahres 1784 wurde das Bergwerk durch den Leiter des märkischen Bergreviers, den Freiherrn vom Stein, befahren. Die Zeche Papenbank war das fünfte Bergwerk, welches vom Stein auf seiner Reise durch das märkische Bergrevier befuhr. Vom Stein machte in seinem Protokoll Angaben über den Zustand des Bergwerks und die Leistung und Bezahlung der dort beschäftigten Bergleute. Er vermerkte in seinem Protokoll die Mengen an Kohlen, die auf dem Bergwerk lagerten und die Kohlen, die in der Kohlenniederlage gelagert waren. Er vermerkte in seinem Protokoll die schlechte Qualität der Kohlen und gab an, wie die Kohlen am besten zu transportieren wären. Vom Stein bemängelte den Zustand der Fahrten im Schacht und gab dem Schichtmeister des Bergwerks den Auftrag, diese Mängel abstellen zu lassen. Am 16. Mai des Jahres 1789 wurde ein Längenfeld verliehen. Im Jahr 1796 wurde im Bereich des Schachtes 5 abgebaut. Im darauffolgenden Jahr erfolgte der Abbau im Bereich um Schacht 6. Um das Jahr 1800 war der Abbau oberhalb der Stollensohle beendet. Im Jahr 1805 war Schacht Mina in Förderung. Am 4. März des Jahres 1808 wurde das Bergwerk stillgelegt.

### Die letzten Jahre bis zur Stilllegung
Am 4. Januar des Jahres 1845 wurde die Zeche Papenbank wieder in Betrieb genommen. Es wurde ein 70 Zoll mächtiges Flöz abgebaut. Das Grubenfeld wurde in diesem Jahr aus dem St. Mathias Erbstollen ausgerichtet. Die abgebauten Kohlen wurden über den St. Mathias Erbstollen und über einen eigenen Oberstollen gefördert. Im selben Jahr wurde der Schacht Hermann abgeteuft, der Schacht ging im Jahr 1847 in Betrieb. Ab dem Jahr 1851 bis zum Jahr 1855 wurde die Zeche Papenbank zusammen mit der Zeche Johann Friederich und dem St. Mathias Erbstollen als Baaker Zechen bezeichnet. Das Bergwerk gehörte zu diesem Zeitpunkt zum Märkischen Bergamtsbezirk und dort zum Geschworenenrevier Dahlhausen. In den Jahren 1858 bis 1865 war die Zeche Papenbank in Betrieb. Der letzte Repräsentant der Gewerkschaft Papenbank war der Gerichtsassessor Rosendahl von der Henrichshütte. Im Jahr 1867 wurde die Zeche Papenbank stillgelegt.

## Förderung und Belegschaft
Die ersten Förder- und Belegschaftszahlen stammen aus dem Jahr 1850, es waren in dem Jahr 60 Bergleute beschäftigt, die eine Förderung von 8550 Tonnen Steinkohle erbrachten. Im Jahr 1855 wurden mit 246 Bergleuten 115.546 ⅝ preußische Tonnen gefördert. Die Zahlen aus diesem Jahr beziehen sich jedoch auf alle drei Baaker Zechen. Im Jahr 1867 wurden 149 Tonnen Steinkohle gefördert. Dies sind auch die letzten bekannten Förderzahlen des Bergwerks.